# كيث ماكنزي
كيث ماكنزي (بالإنجليزية: Keith McKenzie)‏ هو لاعب كرة قدم أمريكية أمريكي، ولد في 17 أكتوبر 1973 في ديترويت في الولايات المتحدة.

## وصلات خارجية
- كيث ماكنزي على موقع مرجع كرة القدم المحترفة.كوم (الإنجليزية)